# Allée de la Philharmonie
L'allée de la Philharmonie est une voie située dans le 19e arrondissement de Paris, en France.